# شلاید (راینلاند-فالتس)
شلاید (به آلمانی: Schleid) یک شهر در آلمان است که در بیتبورگ-پروم واقع شده‌است.